# David Daggett

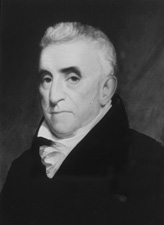
David Daggett

David Daggett, född 31 december 1764, död 12 april 1851, var en amerikansk jurist och politiker som var amerikansk senator från Connecticut, borgmästare i New Haven, Connecticut, domare och grundare av Yale Law School.

## Tidigt liv
Daggett föddes i Attleboro, Massachusetts, som son till Thomas Daggett. Familjen Daggett hade en framstående historia i Massachusetts, den förste Dagget, John, kom från England med  1630 och slog sig ned i Watertown.
Vid 16 års ålder började Daggett vid Yale, där han började i den första kursen två år yngre än vad som var brukligt. Harvard låg närmare hans hem, men hans far hade en kusin som hade varit anställd vid Yale. Han tog examen med höga betyg 1783 och tog sedan en magisterexamen. Han läste samtidigt som Samuel Austin, Abiel Holmes och John Cotton Smith. När han tog sin magisterexamen fick han den ovanliga äran att få sitt examenstal publicerat. Detta var början på hans rykte som en utmärkt retoriker.
Han gifte sig 1786, vid 21 års ålder, med Ann Munson. De var gifta i 53 år, till dess hon avled i juli 1839 vid 72 års ålder. De fick 19 barn, men bara 14 levde någon längre tid och endast tre överlevde honom.
Efter examen från Yale studerade han juridik och försörjde sig genom att arbeta som butler och som preceptor på Hopkins Grammar School. I januari 1786 antogs han till advokatsamfundet och satte omedelbart upp sin egen byrå, samtidigt som han avböjde ett erbjudande om att bli lärare vid Yale.
I november 1824 blev Daggett lektor vid New Haven Law School; 1826 utnämndes han till Kent Professor of Law vid Yale. Han innehade dessa ämbeten till dess hans hälsa tvingade honom att sluta. På hösten 1826 blev han hedersdoktor i juridik vid Yale.

## Politisk karriär
Så fort Daggett blev medlem av advokatsamfundet blev han en offentlig person, två år innan USA:s konstitution antogs. Precis som de flesta i New England vid den tiden, blev Daggett anhängare av Federalistiska partiet.
År 1791 valdes han som representant för staden New Haven i Connecticuts representanthus. Han valdes om varje år i sex år, till 1797. Även om han var en av de yngsta i representanthuset blev han snabbt en av de mest inflytelserika. Redan 1794, tre år efter att han hade blivit ledamot, valdes han till talman, vid 29 års ålder. Han återkom till representanthuset för en ettårig mandatperiod 1805.
År 1797 valdes Daggett till Connecticut State Council, det dåvarande överhuset i delstaten, och satt kvar där till dess han avgick 1804. Han återkom till överhuset 1809 och satt kvar till dess han valdes till USA:s senat 1813.
Vid sidan om sitt uppdrag i överhuset, utnämndes han till statsåklagare för New Haven County i juni 1811. Detta uppdrag tog han avsked ifrån när han blev senator.
Han valdes till senaten för Federalistiska partiet för att fylla vakansen när Chauncey Goodrich avgått, och tjänstgjorde från den 13 maj 1813 till den 3 mars 1819.

## Domare och borgmästare
I maj 1826, när han var 62 år gammal, utnämndes han till domare vid Connecticut Supreme Court of Errors. Han utnämndes till domare av ett parlament vars majoritet var emot honom på grund av sina politiska åsikter och principer, men den respekt han hade fått som politiker och jurist gjorde att han blev vald.
Han var borgmästare i New Haven, Connecticut, från 1828 till 1829.
I maj 1832 utnämndes han till ordförande för Connecticut Supreme Court of Errors. Han fortsatte som sådan till den 31 december 1834; då var han 70 år, vilket var den övre åldersgränsen som delstatens grundlag satte upp för domare.

## Senare år
I maj 1840, året efter det att han blivit änkling, gifte sig Daggett med Mary Lines. Hon var med honom när han avled 1851. Han avled i New Haven och begravdes på Grove Street Cemetery.

## Daggett och rasfrågor
Daggett deltog i författandet av resolutionerna mot "negerhögskolor" ("Negro college"), och talade offentligt mot högskolan på ett möte i staden 1831. Han var en av de mest inflytelserika personerna som motsatte sig denna plan av Simeon Jocelyn.
Senare fortsatte Daggett att motsätta sig utökad undervisning för svarta. År 1833 antog Prudence Crandall en svart elev till sin kvinnoakademi. Folk varnade henne först och tog sedan sina barn från akademin. Crandall öppnade skolan igen, enbart för svarta kvinnor. Canterbury införde en föreskrift som stadgade att fullmäktige i staden skulle godkänna alla färgade studenter från andra delstater som sökte utbildning. Crandall häktades för att hon bröt mot denna lag. Dagget dömde 1833 att eftersom fria svarta personer inte kunde vara medborgare i USA kunde de hindras från att få en utbildning.
År 1835 deltog Daggett vid ett annat möte i staden om delstaters rättigheter, för kolonisation i Afrika för fria svarta och mot frigörandet av slavar. Vid detta möte, den 9 september 1835, deltog Noah Webster, Simeon Baldwin med flera i författandet av resolutioner som bland annat fördömde ingrepp av USA:s kongress i hur slavar skulle behandlas i delstaterna.
Genom hela 1830-talet motarbetade Daggett utbildning och förespråkade afrikansk kolonisation för fria svarta. Under denna tid var han ordförande i Connecticuts högsta domstol och den ende professorn på full tid i juridik vid Yale.